# Allium gilgiticum
Allium gilgiticum — вид рослин з родини амарилісових (Amaryllidaceae); ендемік Пакистану.

## Опис
Цибулини циліндричні, ≈ 2.5 см завширшки. Стеблина до 50 см заввишки. Листків 5–6, лінійні, до 30 см завдовжки, 1–2 см завширшки, голі, тупі. Зонтик півсферичний, ≈ 6 см впоперек. Оцвітина дзвінчаста. Листочки оцвітини пурпурні, ланцетні, ≈ 1 см завдовжки, гострі. Тичинки коротші, ніж листочки оцвітини.

## Поширення
Ендемік Пакистану — округ Гулгіт.